# Открытый порт
Откры́тый по́рт — порт, в который допускается заход всех иностранных торговых судов.
Каждое государство объявляет перечень открытых портов в «Извещениях мореплавателям». Заходы военных кораблей в порты иностранных государств осуществляется с разрешения правительства данного государства, получаемого по дипломатическим каналам. Открытые порты в правовом отношении противопоставляются закрытым портам.